# ليلة عسل (فلم)
ليلة عسل فيلم مصري كوميدي بطولة سهير البابلي وعزت العلايلي وسماح أنور، من إخراج محمد عبد العزيز أنتج عام 1990.